# Sewardit
Sewardit ist ein sehr selten vorkommendes Mineral aus der Mineralklasse der „Phosphate, Arsenate und Vanadate“. Es kristallisiert im orthorhombischen Kristallsystem mit der chemischen Formel CaFe3+2(AsO4)2 (OH)2, ist also chemisch gesehen ein Calcium-Eisen-Arsenat mit zusätzlichen Hydroxidionen.
Sewardit von der Typlokalität bildet plattige bis kompakte, xenomorphe oder subidiomorphe Aggregate. Sewardit aus der „Ojuela Mine“ findet sich in Form von extrem dünnprismatischen, plattigen Kristallen, die zu rosettenförmigen Aggregaten zusammentreten.
Das Mineral wurde – zusammen mit dunkelgrünen bis schwarzen, traubig-nierigen Aggregaten, die enge Verwachsungen aus zwei verschiedenen Vertretern der Tsumcoritgruppe bilden – ursprünglich nur als Einzelstufe in der „Tsumeb Mine“, Namibia, gefunden, ist aber seitdem in weiteren Exemplaren aus der „Mina Ojuela“ bekannt geworden.

## Etymologie und Geschichte
Als Entdecker des Sewardits gilt Terry Maxwell Seward, der das Mineral 1982 auf der 31. Sohle der Tsumeb Mine geborgen hatte. Erste Untersuchungen durch Seward in den 1980er Jahren (qualitative energiedispersive Mikrosondenanalyse und Röntgendiffraktion) zeigten zwar das Potential für ein neues Mineral – es bedurfte aber erst eines Treffens zwischen Terry Seward und Andrew C. Roberts auf dem IMA-Meeting in Toronto 1998, um den formalen Prozess der Charakterisierung des Minerals in Gang zu setzen. Untersuchungen an geowissenschaftlichen Einrichtungen in Ottawa, Winnipeg und London bestätigten, dass es sich tatsächlich um eine neue Phase handelt, die 2001 unter der Nummer „IMA 2001-054“ von der International Mineralogical Association (IMA) anerkannt und 2002 von einem kanadisch-britischen Forscherteam mit Andrew C. Roberts und John A. R. Stirling vom Geological Survey of Canada, Ottawa, Mark A. Cooper und Frank C. Hawthorne von der University of Manitoba, Winnipeg/Manitoba sowie Alan J. Criddle vom Natural History Museum, London, im Wissenschaftsmagazin „The Canadian Mineralogist“ als Sewardit beschrieben wurde. Benannt wurde das Mineral nach dem kanadischen Geochemiker Terry Maxwell Seward (* 1940), emeritierter Professor für Geochemie an der Eidgenössischen Technischen Hochschule Zürich.
Das Typmaterial wird am Natural History Museum, London, unter der Sammlungs-Nr. BM 2001.36 aufbewahrt.

## Klassifikation
In der mittlerweile veralteten, aber noch gebräuchlichen 8. Auflage der Mineralsystematik nach Strunz gehörte der Sewardit zur Abteilung der „Wasserfreien Phosphate, mit fremden Anionen F, Cl, O, OH“, wo er zusammen mit Attakolith, Bertossait, Leningradit, Karminit, Namibit, Paganoit und Palermoit die unbenannte Gruppe VII/B.28 bildete.
Die seit 2001 gültige und von der International Mineralogical Association (IMA) verwendete 9. Auflage der Strunz’schen Mineralsystematik ordnet den Sewardit ebenfalls in die Abteilung der „Phosphate usw. mit zusätzlichen Anionen; ohne H2O“ ein. Diese ist allerdings weiter unterteilt nach der relativen Größe der beteiligten Kationen und dem Stoffmengenverhältnis der zusätzlichen Anionen (OH usw.) zum Phosphat-, Arsenat bzw. Vanadatkomplex (RO4), so dass das Mineral entsprechend seiner Zusammensetzung in der Unterabteilung „Mit mittelgroßen und meist großen Kationen; (OH usw.) : RO4 = 1 : 1“ zu finden ist, wo es nur noch zusammen mit Karminit die gleichnamige „Karminitgruppe“ mit der System-Nr. 8.BH.30 bildet.
Auch die vorwiegend im englischen Sprachraum gebräuchliche Systematik der Minerale nach Dana ordnet den Sewardit in die Klasse der „Phosphate, Arsenate und Vanadate“ und dort in die Abteilung der „Wasserfreie Phosphate etc., mit Hydroxyl oder Halogen“ ein. Hier ist er zusammen mit Karminit in der „Karminitgruppe“ mit der System-Nr. 41.10.06 innerhalb der Unterabteilung „Wasserfreie Phosphate etc., mit Hydroxyl oder Halogen mit (A2+B2+)3(XO4)2Zq“ zu finden.

## Chemismus
Mittelwerte aus acht Mikrosondenanalysen an Sewardit aus Tsumeb führten zu Gehalten von 11,77 % CaO, 1,68 % ZnO, 0,28 % CuO, 31,65 % Fe2O3, 48,81 % As2O5 und 4,04 % H2O (berechnet). Daraus ergab sich die empirische Formel Ca0,99(Fe3+1,87Zn0,10Cu0,02)Σ=1,99As5+2,01O8,00[(OH)1,88(H2O)0,12]Σ=2,00, die zu CaFe3+2(AsO4)2(OH)2 idealisiert wurde, welche Gehalte von 12,10 % CaO, 34,44 % Fe2O3, 49,57 % As2O5 und 3,89 % H2O erfordert.
Sewardit ist das calciumdominante Analogon des bleidominierten Karminits, PbFe3+2(AsO4)2(OH)2, mit dem er – ähnlich wie andere Ca- und Pb2+-Mineralpaare wie Konichalcit – Duftit oder Calciovolborthit – Mottramit – eine Mischkristallreihe bildet.

## Kristallstruktur
Sewardit kristallisiert orthorhombisch in der Raumgruppe Cccm (Raumgruppen-Nr. 66) mit den Gitterparametern a = 16,461 Å; b = 7,434 Å und c = 12,131 Å sowie acht Formeleinheiten pro Elementarzelle.
Prominentes Merkmal der Struktur des Sewardits ist eine Kette aus (Fe3+Φ6)-Oktaedern (Φ: O, OH), in welcher die Oktaeder alternierend durch gemeinsame Kanten und Ecken miteinander verknüpft sind. Die Kanten teilenden Dimere in diesem Arrangement besitzen ein Paar Ecken, welche durch ein (AsO4)-Tetraeder überbrückt werden. Das zweite Tetraeder ist mit einer Oktaederecke über die andere Tetraeder-Oktaeder-Verknüpfung übergreifend verbunden. Die „freien“ Tetraederecken in dieser Kette sind mit Tetraederecken in den benachbarte Ketten verbunden und bilden auf diese Weise ein Netzwerk. Ca besetzt [8]-fach koordinierte Positionen in den Zwischenräumen dieses Netzwerks. Die Umgebungen von Ca in Sewardit und Pb2+ in Karminit sind sehr ähnlich, deshalb zeigt Pb2+ in Karminit auch kein stereoaktives „Freies Elektronenpaar“-Verhalten.

## Eigenschaften

### Morphologie
Sewardit von der Typlokalität bildet plattige bis kompakte, xenomorphe oder subidiomorphe Aggregate, einzelne Fragmente weisen Größen zwischen 50 und 100 µm ohne erkennbare Formen auf. Lediglich unvollkommene Spaltflächen nach {100} und {011} sind zu erkennen. Sewardit aus der „Ojuela Mine“ findet sich in Form von dunkelroten körnigen Massen und kugeligen Aggregaten oder extrem dünnprismatischen, plattigen Kristallen, die subparallel verwachsen sind oder zu rosettenförmigen Aggregaten zusammentreten. Die Größe der Aggregate erreicht bis zu 0,1 mm.

### Physikalische und chemische Eigenschaften
Die Aggregate und Kristalle des Sewardits variieren in ihrer Färbung von dunkelrot (in Aggregaten) über rot bis zu orange in den dünnen Kanten der Kristallfragmente. Ihre Strichfarbe ist dagegen immer rötlichbraun. Die Oberflächen der durchscheinenden bis (an dünnen Kanten) durchsichtigen Kristalle zeigen einen glasartigen Glanz.
Im reflektierten Licht (Anschliff) ist Sewardit hell bläulichgrau mit einer schwachen, aber messbaren Bireflektanz. Anisotropieeffekte und Reflexionspleochroismus fehlen. Unter gekreuzten Polaren sind Innenreflexe von hellrosa bis roter Färbung allgegenwärtig.
Sewardit besitzt eine unvollkommene Spaltbarkeit nach {100} und {011}, bricht aufgrund seiner Sprödigkeit aber ähnlich wie Triphylin bzw. Amblygonit, wobei die Bruchflächen splittrig bzw. uneben ausgebildet sind. Mit einer Mohshärte von 3,5 gehört Sewardit zu den mittelharten Mineralen, die sich etwas leichter als das Referenzmineral Fluorit mit einem Taschenmesser ritzen lassen. Gemessene Werte für die Dichte des Sewardits existieren nicht, die berechnete Dichte für das Mineral beträgt 4,156 g/cm³.

## Bildung und Fundorte
Sewardit entsteht als typische Sekundärbildung im korrodierten Erz von in Carbonatgesteinen sitzenden komplexen Cu-Pb-Zn-Lagerstätten. Eisen und Arsen stammen dabei aus der Zersetzung ehemaliger sulfidischer Erzminerale wie Sphalerit und Tennantit. Das Mineral wurde in der „Tsumeb Mine“ zusammen mit dunkelgrünen bis schwarzen, traubig-nierigen Aggregaten, die enge Verwachsungen aus zwei verschiedenen Vertretern der Tsumcoritgruppe bilden, gefunden. Bei diesen Vertretern der Tsumcoritgruppe handelt es sich um Ferrilotharmeyerit sowie um eine kupfer- und zinkreiche Varietät von Ferrilotharmeyerit oder um ein zinkdominantes Analogon von Lukrahnit. Eine andere Stufe zeigt Sewardit eingewachsen in Skorodit. In der „Mina Ojuela“ sitzt der Sewardit in feinkörnigen gelben Verwachsungen aus Beudantit und Segnitit, in der „Mina Las Animas“ ist er mit dunkelrotem plattigem Arseniosiderit vergesellschaftet.
Als sehr seltene Mineralbildung konnte Sewardit bisher (Stand 2016) nur von fünf Fundpunkten beschrieben werden. Die Typlokalität des Sewardits ist die 31. Sohle der weltberühmten Cu-Pb-Zn-Ag-Ge-Cd-Lagerstätte der „Tsumeb Mine“ (Tsumcorp Mine) in Tsumeb, Region Oshikoto, Namibia.
Der weltweit zweite Fundort für Sewardit ist die „Mina Ojuela“ bei Mapimí, Municipio de Mapimí, Durango, Mexiko.
Ferner wurde Sewardit bei Benjamín Hill im Municipio de Benjamín Hill und in der südwestlich von Benjamín Hill liegenden „Mina las Animas“ bei La Mur im Municipio de Trincheras, beide im mexikanischen Bundesstaat Sonora, gefunden.
Mit der zu den „Vaulry Mines“ gehörenden Lokalität „La Fosse Profonde“ (La Poudrière) bei Vaulry unweit Nantiat, Département Haute-Vienne, Region Nouvelle-Aquitaine, befindet sich ein dritter Fundort für Sewardit in Frankreich, jedoch ist das Vorkommen dieses Minerals hier nicht gesichert.

## Verwendung
Sewardit ist aufgrund seiner Seltenheit lediglich für Mineralsammler interessant.